# American Waltham Manufacturing Company
Die American Waltham Manufacturing Company ist ein ehemaliger US-amerikanischer Hersteller von Fahrrädern und kurzzeitig eines Dampf-Automobils. Verbindungen sind weder zur Waltham Automobile Company (Dampfwagen der Marken Waltham Steam und American Steam), noch zur Waltham Watch Company (Uhren der Marke Waltham Watch) bekannt.
Die Fahrräder der American Waltham Manufacturing Company wurden unter der Marke Comet verkauft. Für das geplante Automobil wurde Dampfkraft vorgesehen. Das war keineswegs ungewöhnlich; um 1900 wurden von 4200 verkauften Automobilen 1600 mit Dampf betrieben.
Im Mai 1899 zog die New England Motor Carriage Company von Boston nach Waltham. Die Unternehmen scheinen miteinander verbunden gewesen zu sein; beide produzierten Comet-Fahrräder. Wahrscheinlich schlossen sich beide zusammen. Auch die New England Motor Carriage Co. hatte einen Dampfwagen auf den Markt gebracht; das Interesse an Automobilen schwand in beiden Betrieben. Der New England Steamer wurde auf Rechnung der Stanton Manufacturing Company noch bis 1901 am gleichen Standort in Waltham – wohl in den Anlagen von American Waltham Manufacturing – gemeinsam mit den Fahrrädern weitergebaut. Der American Waltham Steam wurde noch 1899 eingestellt.

## American Waltham Steam
Der American Waltham war ein vierrädriger, zweisitziger Buggy, dessen leichte Konstruktion vom Fahrradbau inspiriert war. Er hatte Drahtspeichenräder von 30 Zoll (762 mm) Durchmesser und 2 Zoll (50,8 mm) starke Luftreifen. Gelenkt wurde mit einem Hebel. Der Antrieb erfolgte über eine Zweikolben-Dampfmaschine, welche innert 5 Minuten 100 lbs (45,36 kg) Dampf erzeugen konnte. Zum Starten und Gangwechsel gab es einen Hebel. Der Heizkessel war röhrenförmig. Mit knapp 230 kg Gewicht war das Fahrzeug sehr leicht, wodurch aber auch die mögliche Reichweite eingeschränkt wurde, weil nur 12 Gallonen (ca. 45,5 Liter) Wasser und 5 Gallonen (18,9 Liter) Benzin zum Betrieb des Brenners mitgeführt werden konnten.
Mit einem Gewicht von nur etwa 500 lbs (227 kg) war das komplette Fahrzeug deutlich leichter als das des örtlichen Konkurrenten, Waltham Steam.
Zwischen 1898 und 1899 entstand nur eine kleine Anzahl dieser Dampfwagen.
Das Unternehmen schloss 1902, seine Anlagen wurden von New England übernommen. Comet-Fahrräder wurden einige Zeit weiter gebaut.

## Anmerkung
In Waltham waren um die Wende zum 20. Jahrhundert nicht weniger als vier Hersteller mit dem Bau von Dampfwagen beschäftigt. Einer von ihnen war die hier beschriebene American Waltham Manufacturing Company, ferner gab es die New England Motor Carriage Company, die Stanton Manufacturing Company und die Waltham Automobile Company. Die Produkte der letzteren werden gelegentlich mit dem American Waltham verwechselt, weil sie am gleichen Ort und etwa zur gleichen Zeit hergestellt und zeitweilig auch als Waltham Steam und American Steam verkauft wurden. Im unten erwähnten Werk von G. N. Georgano (Hrsg.): Complete Encyclopedia of Motorcars, 1885 to the Present, ist es offenbar zu einer solchen Verwechslung gekommen.